# Danny Welbeck
Danny Welbeck, né le 26 novembre 1990 à Manchester, est un footballeur international anglais qui évolue au poste d'attaquant à Brighton & Hove Albion.

## Biographie

### En club

#### Débuts à Manchester United (2008-2010)
Danny Welbeck joue son premier match avec l'équipe première de Manchester United le 23 septembre 2008 lors du match de League Cup face à Middlesbrough (victoire 3-1). Il apparaît pour la première fois sur les pelouses de Premier League le 15 novembre de la même année face à Stoke City, en remplaçant Park Ji-sung pour la dernière demi-heure de jeu et marque le même jour son premier but en championnat d'une frappe enroulée des 30 mètres. 

#### Prêts à Preston North End et Sunderland (2010-2011)

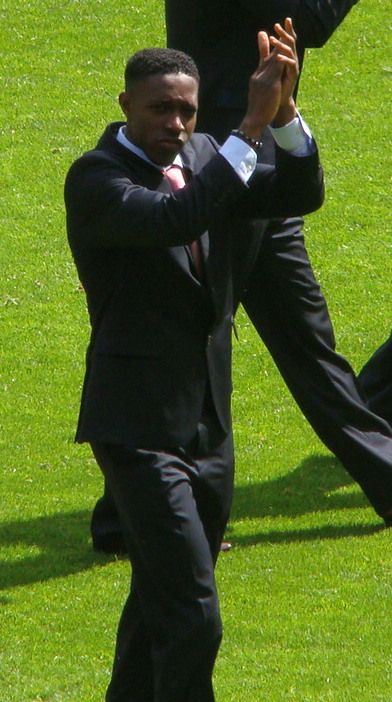
Welbeck avec Sunderland

Il est par la suite prêté à Preston North End en deuxième division anglaise en janvier 2010 et devient la huitième recrue estivale de Steve Bruce lors de la saison 2010-2011.
Il gagne plus de temps de jeu jusqu'au reste de la saison. Il marque deux buts en huit matches de championnat et se blesse au genou le 20 février, ce qui anticipe son retour à Manchester United. 
Après sa rééducation, Welbeck est prêté le 12 août 2010 à Sunderland pour la saison 2010-2011. Welbeck fait ses débuts avec Sunderland le 14 août en entrant à la 83e minute à la place de Darren Bent à Birmingham City. Il marque son premier but face à Chelsea où son équipe l'emporte largement 3 buts à 0 et marque son deuxième but face à Everton. En décembre 2010, Welbeck marque l'unique but de la rencontre face à Bolton Wanderers.
Après une saison convenable où il marque 6 buts en 28 rencontres toutes compétitions confondues, il se blesse une nouvelle fois juste avant la demi-heure de jeu le 23 avril 2011 face à Wigan. Welbeck part se faire soigner à Manchester et cette blessure met fin à son prêt à quatre journées de la fin.

#### Retour à Manchester (2011-2014)

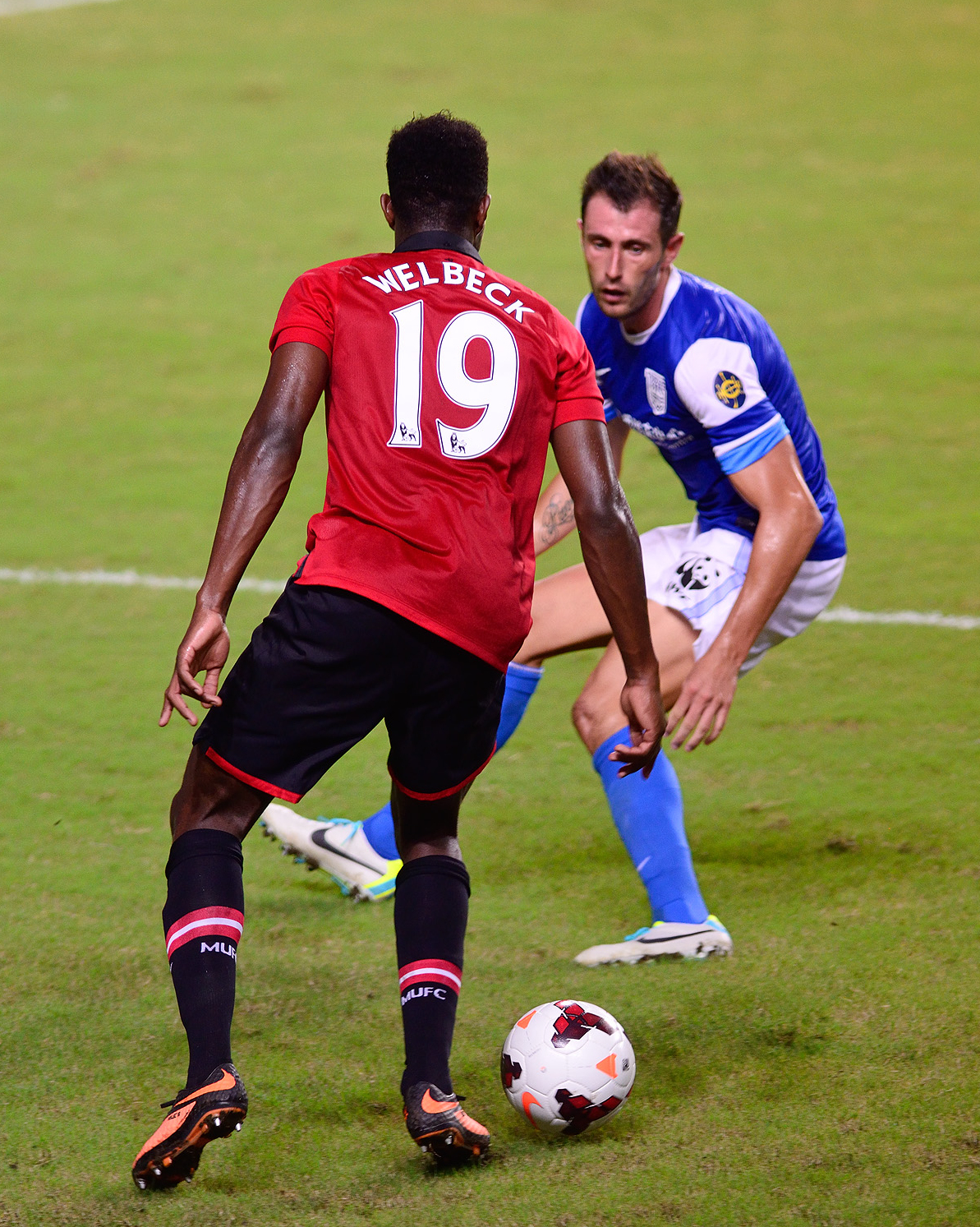
Welbeck avec Manchester United

En l'absence de Javier Hernández laissé au repos, et grâce à ses matchs convaincants en pré-saison, Welbeck commence la saison 2011-2012 en tant que titulaire. Welbeck commence la saison en jouant la Community Shield.
Lors de la deuxième journée de Premier League face à Tottenham, il ouvre son compteur sur une passe de Tom Cleverley. Un quart d'heure après son but, il délivre une passe décisive à Anderson (score final 3-0).
Pour commencer la saison 2012-2013, Welbeck joue son premier match de la saison lors de la première journée de Premier League face à Everton le 20 août 2012. Il prolonge également son contrat de quatre ans avec Manchester United. Il marque son premier but de la saison face à Stoke City (victoire 4-2). En Ligue des champions, il ouvre le score face au Real Madrid (1-1) au Stade Santiago-Bernabéu. Welbeck termine la saison avec deux buts en quarante matchs toutes compétitions confondues.
Lors de la saison 2013-2014, Welbeck marque un doublé face à Swansea City (victoire 4-1). En Ligue des champions, il marque face au Shakhtar Donetsk (1-1).
Entre décembre 2013 et janvier 2014, il marque six buts en six matchs de Premier League. 
Le 15 décembre, il marque un doublé face à Aston Villa. Le 21 décembre, il marque son premier but à Old Trafford depuis octobre 2012 face à West Ham United (victoire 3-1).
Le 28 décembre, il marque l'unique but face à Norwich City. Il marque plus tard face à Tottenham et Swansea City en janvier.
En mars, Welbeck marque son dixième de la saison toutes compétitions confondues face à West Bromwich Albion (victoire 3-0).
À la fin de la saison, Welbeck déclare qu'il veut quitter le club après avoir porté le maillot des Red Devils pendant six ans.

#### Arsenal FC (2014-2019)

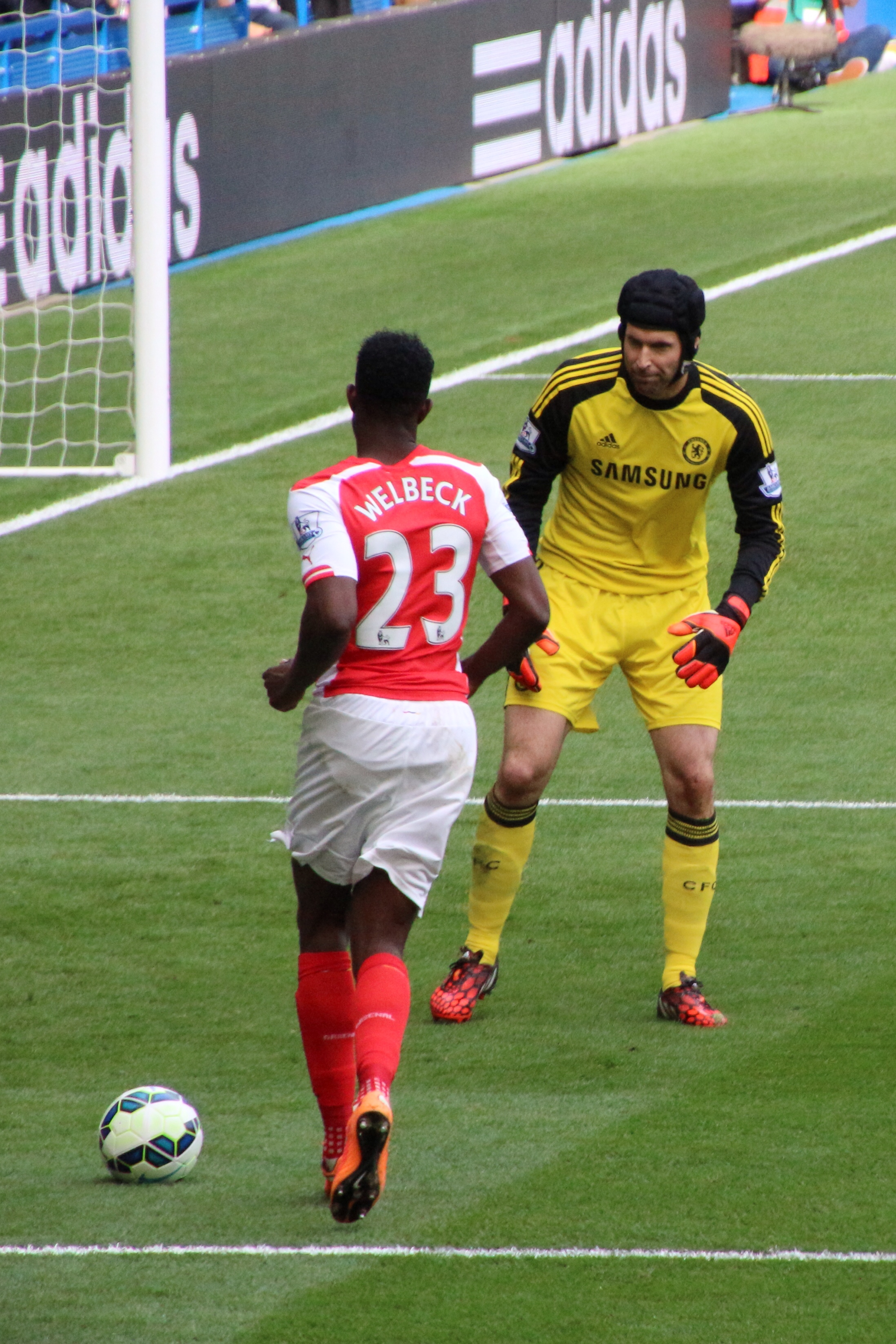
Welbeck avec Arsenal

Le 2 septembre 2014, Arsenal officialise son arrivée dans les rangs des Gunners pour un montant de 20 millions d'euros avec un contrat de « longue durée ». Il porte le numéro 23 et doit permettre, dans un premier temps, de remplacer numériquement Olivier Giroud, absent jusqu'à la fin de l'année 2014.
Il joue son premier match avec les Gunners face à Manchester City à l'Emirates Stadium (2-2). Le 20 septembre suivant, Welbeck délivre sa première passe décisive à Mesut Özil et inscrit son premier but avec Arsenal en championnat face à Aston Villa sur une passe décisive de l'Allemand (victoire 3-0). Le 1er octobre 2014, Welbeck marque le premier triplé de sa carrière face à Galatasaray en Ligue des champions (victoire 4-1).
Le 9 mars 2015, pour ses retrouvailles contre Manchester United, à Old Trafford en quarts de finale de la Coupe d'Angleterre, il marque le but de la victoire et envoie les Gunners en demi-finale à Wembley. Il leur permet également de mettre fin à une série de matchs sans gagner contre Manchester United depuis 2010 et à Old Trafford depuis 2006. Quelques minutes après le match, il avoue qu'il a célébré son but à cause de Louis van Gaal qui l'a obligé à quitter le club et qui ne comptait pas sur lui à la suite de l'arrivée de Radamel Falcao.
Il est absent de la compétition entre mars 2015 et février 2016 en raison d'une blessure au genou gauche. De retour ensuite, il se blesse cette fois au genou droit en mai 2016. Subissant une intervention chirurgicale à ce genou, il est privé de compétition pour une durée estimée de neuf mois.
Ainsi, il effectue son retour le 28 janvier 2017 à l'occasion d'un match contre Southampton.
Blessé à la cheville début novembre 2018, Welbeck subit deux opérations et manque le reste de la saison 2018-2019. En mai 2019, Unai Emery, entraîneur d'Arsenal, annonce que le contrat de l'attaquant anglais, qui court jusqu'au 30 juin 2019, n'est pas prolongé. Un hommage est rendu à Aaron Ramsey, Petr Čech et Danny Welbeck, tous en fin de contrat, lors du dernier match de la saison à l'Emirates Stadium le 5 mai 2019. Welbeck quitte donc les Gunners après avoir inscrit 32 buts en 126 matchs toutes compétitions confondues en l'espace de cinq saisons.

#### Watford FC (2019-2020)
Libre de tout contrat, Welbeck s'engage avec le Watford FC le 7 août 2019.
Le 17 août suivant, il prend part à son premier match sous ses nouvelles couleurs en entrant en cours de jeu contre Everton (défaite 1-0).

#### Brighton & Hove (depuis 2020)
Libre de tout contrat, il s'engage avec Brighton & Hove Albion pour un an à l'été 2020. Il prolonge son contrat jusqu'en 2022 à l'issue de sa première saison avec les Seagulls.

### En sélection

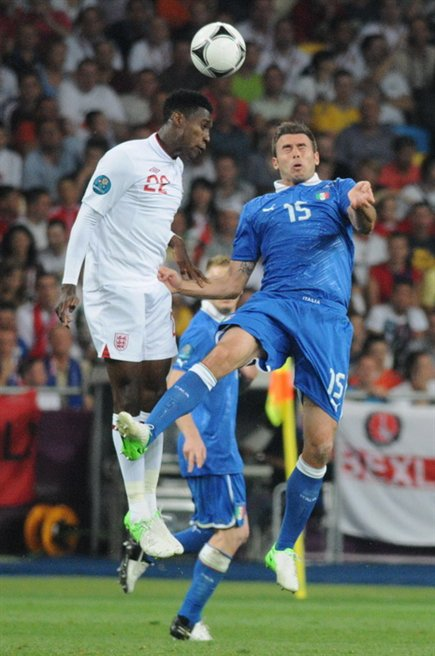
Welbeck avec l'Angleterre

D'origine ghanéenne, Welbeck est observé par la Fédération du Ghana de football en 2008. Après avoir été sélectionné dans toutes les catégories de sélections anglaises depuis les moins de 17 ans, il honore sa première sélection en A le 29 mars 2011 face au Ghana à Wembley en entrant à la 81e minute en remplacement d'Ashley Young.
Le 16 mai 2012, il fait partie des vingt-trois joueurs convoqués par Roy Hodgson pour participer à l'Euro 2012. C'est durant cette compétition qu'il marque son premier but dans une phase finale d'un tournoi majeur. Ce but est inscrit lors de la victoire 3-2 des anglais face à la Suède. 
Le 2 juin suivant, il marque son premier but en équipe d'Angleterre lors du match amical face à la Belgique (1-0). Durant cette Euro, Danny Welbeck s'impose comme titulaire à la pointe de l'attaque anglaise et il inscrit l'un des plus beaux buts de ce tournoi contre la Suède mais il ne peut empêcher l'élimination de son équipe contre l'Italie. Roy Hodgson lui maintient sa confiance pour la Coupe du monde 2014 en Brésil mais les Three Lions sont éliminés au premier tour.
Lors des éliminatoires du Championnat d'Europe de football 2016, Welbeck est auteur d'un doublé face à la Suisse, un but face à Saint-Marin, un doublé face à la Slovénie et un but face à la Lituanie. Avec six buts, il devient le meilleur buteur des éliminatoires mais à cause d'une blessure, il fut détrôné par Robert Lewandowski qui termine meilleur buteur avec 13 buts. Blessé en mai 2016 au genou droit, cette blessure et l'indisponibilité qu'elle entraîne empêche Welbeck de pouvoir espérer participer à l'Euro.
L'éclosion d'Harry Kane et les blessures, lui font perdre sa place de titulaire en sélection mais cela n'empêche pas Gareth Southgate de retenir Welbeck pour la Coupe du monde 2018.

## Statistiques
| Saison                | Club                     | Championnat           | Championnat | Championnat | Championnat | Coupe nationale | Coupe nationale | Coupe nationale | Coupe de la Ligue | Coupe de la Ligue | Coupe de la Ligue | Supercoupe | Supercoupe | Supercoupe | Compétition(s) continentale(s) | Compétition(s) continentale(s) | Compétition(s) continentale(s) | Compétition(s) continentale(s) | Total | Total | Total |
| Saison                | Club                     | Division              | M.          | B.          | P.d.        | M.              | B.              | P.d.            | M.                | B.                | P.d.              | M.         | B.         | P.d.       | Comp.                          | M.                             | B.                             | P.d.                           | M.    | B.    | P.d.  |
| 2008-2009             | Manchester United        | Premier League        | 3           | 1           | 0           | 5               | 2               | 0               | 5                 | 0                 | 2                 | -          | -          | -          | -                              | -                              | -                              | -                              | 13    | 3     | 2     |
| 2009-2010             | Manchester United        | Premier League        | 5           | 0           | 0           | 1               | 0               | 0               | 3                 | 2                 | 1                 | -          | -          | -          | C1                             | 2                              | 0                              | 0                              | 11    | 2     | 1     |
| 2011-2012             | Manchester United        | Premier League        | 30          | 9           | 4           | 2               | 1               | 0               | 1                 | 0                 | 0                 | 1          | 0          | 0          | C1+C3                          | 2+3                            | 2+0                            | 1+1                            | 39    | 12    | 6     |
| 2012-2013             | Manchester United        | Premier League        | 27          | 1           | 4           | 4               | 0               | 0               | 2                 | 0                 | 1                 | -          | -          | -          | C1                             | 7                              | 1                              | 0                              | 40    | 2     | 5     |
| 2013-2014             | Manchester United        | Premier League        | 25          | 9           | 1           | 1               | 0               | 0               | 4                 | 0                 | 1                 | 1          | 0          | 1          | C1                             | 5                              | 1                              | 0                              | 36    | 10    | 3     |
| 2014-2015             | Manchester United        | Premier League        | 2           | 0           | 0           | -               | -               | -               | 1                 | 0                 | 0                 | -          | -          | -          | -                              | -                              | -                              | -                              | 3     | 0     | 0     |
| Sous-total            | Sous-total               | Sous-total            | 92          | 20          | 9           | 13              | 3               | 0               | 16                | 2                 | 5                 | 2          | 0          | 1          | -                              | 19                             | 4                              | 2                              | 142   | 29    | 17    |
| 2009-2010             | Preston North End (prêt) | Championship          | 8           | 2           | 2           | -               | -               | -               | -                 | -                 | -                 | -          | -          | -          | -                              | -                              | -                              | -                              | 8     | 2     | 2     |
| 2010-2011             | Sunderland AFC (prêt)    | Premier League        | 26          | 6           | 1           | -               | -               | -               | 2                 | 0                 | 0                 | -          | -          | -          | -                              | -                              | -                              | -                              | 28    | 6     | 1     |
| Sous-total            | Sous-total               | Sous-total            | 34          | 8           | 3           | 0               | 0               | 0               | 2                 | 0                 | 0                 | 0          | 0          | 0          | -                              | 0                              | 0                              | 0                              | 36    | 8     | 3     |
| 2014-2015             | Arsenal FC               | Premier League        | 25          | 4           | 3           | 3               | 1               | 0               | -                 | -                 | -                 | -          | -          | -          | C1                             | 6                              | 3                              | 1                              | 34    | 8     | 4     |
| 2015-2016             | Arsenal FC               | Premier League        | 11          | 4           | 2           | 2               | 1               | 0               | -                 | -                 | -                 | -          | -          | -          | C1                             | 2                              | 0                              | 0                              | 15    | 5     | 2     |
| 2016-2017             | Arsenal FC               | Premier League        | 16          | 2           | 2           | 4               | 2               | 3               | -                 | -                 | -                 | -          | -          | -          | -                              | -                              | -                              | -                              | 20    | 4     | 5     |
| 2017-2018             | Arsenal FC               | Premier League        | 28          | 5           | 2           | 1               | 1               | 0               | 3                 | 1                 | 0                 | 1          | 0          | 0          | C3                             | 10                             | 3                              | 0                              | 43    | 10    | 2     |
| 2018-2019             | Arsenal FC               | Premier League        | 8           | 1           | 1           | -               | -               | -               | 2                 | 2                 | 0                 | -          | -          | -          | C3                             | 4                              | 2                              | 0                              | 14    | 5     | 1     |
| Sous-total            | Sous-total               | Sous-total            | 88          | 16          | 10          | 10              | 5               | 3               | 5                 | 3                 | 0                 | 1          | 0          | 0          | -                              | 22                             | 8                              | 1                              | 126   | 32    | 14    |
| 2019-2020             | Watford FC               | Premier League        | 18          | 2           | 0           | -               | -               | -               | 2                 | 1                 | 0                 | -          | -          | -          | -                              | -                              | -                              | -                              | 20    | 3     | 0     |
| Sous-total            | Sous-total               | Sous-total            | 18          | 2           | 0           | 0               | 0               | 0               | 2                 | 1                 | 0                 | 0          | 0          | 0          | -                              | 0                              | 0                              | 0                              | 20    | 3     | 0     |
| 2020-2021             | Brighton & Hove Albion   | Premier League        | 24          | 6           | 3           | -               | -               | -               | -                 | -                 | -                 | -          | -          | -          | -                              | -                              | -                              | -                              | 24    | 6     | 3     |
| 2021-2022             | Brighton & Hove Albion   | Premier League        | 25          | 6           | 2           | 2               | 0               | 0               | -                 | -                 | -                 | -          | -          | -          | -                              | -                              | -                              | -                              | 27    | 6     | 2     |
| 2022-2023             | Brighton & Hove Albion   | Premier League        | 33          | 6           | 3           | 3               | 0               | 0               | 1                 | 1                 | 0                 | -          | -          | -          | -                              | -                              | -                              | -                              | 37    | 7     | 3     |
| 2023-2024             | Brighton & Hove Albion   | Premier League        | 29          | 5           | 3           | 3               | 1               | 0               | 1                 | 0                 | 0                 | -          | -          | -          | C3                             | 4                              | 1                              | 0                              | 37    | 7     | 3     |
| 2024-2025             | Brighton & Hove Albion   | Premier League        | 30          | 10          | 4           | 3               | 1               | 0               | 2                 | 0                 | 0                 | -          | -          | -          | -                              | -                              | -                              | -                              | 35    | 11    | 4     |
| Sous-total            | Sous-total               | Sous-total            | 140         | 33          | 15          | 11              | 2               | 0               | 4                 | 1                 | 0                 | 0          | 0          | 0          | -                              | 4                              | 1                              | 0                              | 159   | 37    | 15    |
| Total sur la carrière | Total sur la carrière    | Total sur la carrière | 372         | 79          | 37          | 34              | 10              | 3               | 29                | 7                 | 5                 | 3          | 0          | 1          | -                              | 45                             | 13                             | 3                              | 483   | 109   | 49    |

### Buts internationaux
| Buts de Danny Welbeck en sélection | Buts de Danny Welbeck en sélection | Buts de Danny Welbeck en sélection | Buts de Danny Welbeck en sélection | Buts de Danny Welbeck en sélection | Buts de Danny Welbeck en sélection | Buts de Danny Welbeck en sélection | Buts de Danny Welbeck en sélection |
| No                                 | Date                               | Lieu                               | Adversaire                         | Score                              | Résultat                           | Compétition                        |                                    |
| ---------------------------------- | ---------------------------------- | ---------------------------------- | ---------------------------------- | ---------------------------------- | ---------------------------------- | ---------------------------------- | ---------------------------------- |
| 1                                  | 2 juin 2012                        | Londres, Angleterre                | Belgique                           | 1-0                                | 1-0                                | Match amical                       |                                    |
| 2                                  | 15 juin 2012                       | Kiev, Ukraine                      | Suède                              | 3-2                                | 3-2                                | Euro 2012                          |                                    |
| 3                                  | 12 octobre 2012                    | Londres, Angleterre                | Saint-Marin                        | 2-0                                | 5-0                                | Éliminatoires Coupe du monde 2014  |                                    |
| 4                                  | 12 octobre 2012                    | Londres, Angleterre                | Saint-Marin                        | 4-0                                | 5-0                                | Éliminatoires Coupe du monde 2014  |                                    |
| 5                                  | 14 novembre 2012                   | Solna, Suède                       | Suède                              | 2-1                                | 2-4                                | Match amical                       |                                    |
| 6                                  | 14 août 2013                       | Londres, Angleterre                | Écosse                             | 2-2                                | 3-2                                | Match amical                       |                                    |
| 7                                  | 6 septembre 2013                   | Londres, Angleterre                | Moldavie                           | 3-0                                | 4-0                                | Éliminatoires Coupe du monde 2014  |                                    |
| 8                                  | 6 septembre 2013                   | Londres, Angleterre                | Moldavie                           | 4-0                                | 4-0                                | Éliminatoires Coupe du monde 2014  |                                    |
| 9                                  | 8 septembre 2014                   | Bâle, Suisse                       | Suisse                             | 1-0                                | 2-0                                | Éliminatoires Euro 2016            |                                    |
| 10                                 | 8 septembre 2014                   | Bâle, Suisse                       | Suisse                             | 2-0                                | 2-0                                | Éliminatoires Euro 2016            |                                    |
| 11                                 | 9 octobre 2014                     | Londres, Angleterre                | Saint-Marin                        | 3-0                                | 5-0                                | Éliminatoires Euro 2016            |                                    |
| 12                                 | 15 novembre 2014                   | Londres, Angleterre                | Slovénie                           | 2-1                                | 3-1                                | Éliminatoires Euro 2016            |                                    |
| 13                                 | 15 novembre 2014                   | Londres, Angleterre                | Slovénie                           | 3-1                                | 3-1                                | Éliminatoires Euro 2016            |                                    |
| 14                                 | 27 mars 2015                       | Londres, Angleterre                | Lituanie                           | 2-0                                | 4-0                                | Éliminatoires Euro 2016            |                                    |
| 15                                 | 1er septembre 2017                 | Ta' Qali, Malte                    | Malte                              | 3-0                                | 4-0                                | Éliminatoires Coupe du monde 2018  |                                    |
| 16                                 | 7 juin 2018                        | Leeds, Angleterre                  | Costa Rica                         | 2-0                                | 2-0                                | Match amical                       |                                    |

## Palmarès

### En club
- Manchester United
  - Premier League :
    - Vainqueur : 2012-13

  - League Cup :
    - Vainqueur : 2009, 2010

  - Community Shield :
    - Vainqueur : 2011, 2013

  - Coupe du monde des clubs :
    - Vainqueur : 2008

- Arsenal FC
  - FA Cup :
    - Vainqueur : 2017

  - Community Shield :
    - Vainqueur : 2017

  - League Cup :
    - Finaliste : 2018

  - Ligue Europa :
    - Finaliste : 2018

### En sélection
- Angleterre U19
  - Championnat d'Europe des moins de 19 ans
    - Finaliste : 2009